# Nekrolog 1555
Nekrolog
◄◄
| ◄
| 1551
| 1552
| 1553
| 1554
| 1555 | 1556 | 1557 | 1558 | 1559 | ► | ►►
Weitere Ereignisse | Allgemeiner Nekrolog 1555
Die Beschreibung der verstorbenen Person sollte so kurz wie möglich gehalten sein und nur deren signifikante Tätigkeit(en) enthalten.
Neue Namen ggf. auch unter dem Geburts- und Sterbedatum, also etwa unter 1. Januar und im Geburts- und Sterbejahr (2024) eintragen (nur bei entsprechender großer Wichtigkeit). Für Beispiele siehe die schon vorhandenen Artikel.
Außerdem über die fünf zuletzt Verstorbenen, zu denen es einen ausreichend guten Artikel für eine Präsentation auf der Hauptseite gibt, nach der todesbedingten Überarbeitung der Artikel ggf. auch unter Wikipedia Diskussion:Hauptseite informieren und sie am besten auch in den anderen Wikipedia-Sprachversionen eintragen. Tipp: Regelmäßig bei news.google.de nach „ist tot“, „gestorben“ oder „verstorben“ suchen.
Wenn eine Person gestorben ist, gibt es viele Seiten zu dieser Person in der Wikipedia, die davon auch betroffen sind und entsprechend aktualisiert werden müssen. Beispiele: Namenübersichtsseite, Geburtsjahr, Geburtsort-Seiten und viele mehr.
Wie finde ich die betroffenen Seiten?
Im Suchfeld auf der linken Seite gibt man den Suchbegriff so ein: „Vorname Nachname“. Dann klickt man auf Volltext und alle Seiten mit entsprechendem Suchtext werden aufgerufen. Hier sieht man dann schnell, wo auch das Todesjahr Sinn macht oder sogar ein Teil des Artikels angepasst werden muss. Auch hilft das „Werkzeug“ auf der linken Seite sehr gut, um solche Seiten aufzufinden: „Links auf diese Seite“. Somit ist die Wikipedia wieder aktuell in allen Bereichen! Hinweis: bei Eintragung der Kategorie „Gestorben JAHR“ wird der Missbrauchsfilter 49 ausgelöst, was jedoch nicht schlimm ist. Siehe: Spezial:Missbrauchsfilter/49
Dies ist eine Liste von im Jahr 1555 verstorbenen bekannten Persönlichkeiten. Die Einträge erfolgen innerhalb der einzelnen Daten alphabetisch sortiert. Tiere sind im Nekrolog für Tiere zu finden.

## Januar
| Tag        | Name                 | Beruf, bekannt als                                 | Alter | Beleg |
| ---------- | -------------------- | -------------------------------------------------- | ----- | ----- |
| 9. Januar  | Johann von Schönburg | Bischof von Gurk (1552–1555)                       |       |       |
| 14. Januar | Jacobus Sylvius      | französischer Anatom                               |       |       |
| Januar     | Sulaqa               | Gegen-Patriarch der ostsyrischen Kirche des Ostens |       |       |

## Februar
| Tag         | Name               | Beruf, bekannt als                                                                            | Alter | Beleg |
| ----------- | ------------------ | --------------------------------------------------------------------------------------------- | ----- | ----- |
| 4. Februar  | Berend von Plesse  | Gutsherr und Auslöser der Reformationsbewegung in Mecklenburg                                 |       |       |
| 4. Februar  | John Rogers        | englischer katholischer Priester und Theologe, dann protestantischer Geistlicher und Märtyrer |       |       |
| 8. Februar  | Laurence Saunders  | englischer evangelischer Märtyrer                                                             |       |       |
| 9. Februar  | Christian Egenolff | deutscher Buchdrucker                                                                         | 52    |       |
| 9. Februar  | John Hooper        | reformierter Theologe und Reformator                                                          |       |       |
| 14. Februar | Wolf von Gemmingen | Grundherr in Gemmingen, Kleingartach, Niederhofen und Stetten am Heuchelberg                  |       |       |
| 28. Februar | Jordan Basedow     | deutscher Domherr und Ratsherr                                                                |       |       |

## März
| Tag      | Name                          | Beruf, bekannt als                     | Alter | Beleg |
| -------- | ----------------------------- | -------------------------------------- | ----- | ----- |
| 9. März  | Johannes Cincinnius           | westfälischer Humanist                 |       |       |
| 18. März | Sebastian von Heusenstamm     | Erzbischof von Mainz, Reichserzkanzler | 47    |       |
| 23. März | Julius III.                   | Papst (1550–1555)                      | 67    |       |
| 25. März | Hans Konrad Thumb von Neuburg | württembergischer Erbmarschall         |       |       |

## April
| Tag       | Name                       | Beruf, bekannt als                                                                 | Alter | Beleg |
| --------- | -------------------------- | ---------------------------------------------------------------------------------- | ----- | ----- |
| 5. April  | Philipp Renner             | Bischof von Lavant                                                                 |       |       |
| 6. April  | Giovanni Angelo Arcimboldi | Päpstlicher Legat und Ablasshändler, Bischof von Novara und Erzbischof von Mailand | 69    |       |
| 12. April | Johanna                    | Königin und Titularkönigin von Kastilien und Aragonien                             | 75    |       |
| 17. April | Nicolaus II. von Carlowitz | Bischof von Meißen                                                                 |       |       |
| 18. April | Polydor Vergil             | italienischer Humanist                                                             |       |       |
| 21. April | Endres Dürer               | deutscher Gold- und Silberschmied                                                  | 70    |       |

## Mai
| Tag     | Name                                     | Beruf, bekannt als                                         | Alter | Beleg |
| ------- | ---------------------------------------- | ---------------------------------------------------------- | ----- | ----- |
| 1. Mai  | Marcellus II.                            | Papst (vom 9. April bis zum 1. Mai 1555)                   | 53    |       |
| 4. Mai  | Gotthard III. von Hoeveln                | Bürgermeister von Lübeck                                   |       |       |
| 8. Mai  | Giovanni Battista del Tasso              | italienischer Bildschnitzer, Bildhauer und Architekt       |       |       |
| 8. Mai  | Johannes Scheyring                       | Bürgermeister von Magdeburg und Kanzler von Mecklenburg    | 50    |       |
| 14. Mai | Martin Heuseler                          | Jurist, Dresdner Ratsherr und Bürgermeister                |       |       |
| 21. Mai | Georg III.                               | Landgraf von Leuchtenberg                                  | 52    |       |
| 23. Mai | Johannes von Heppenheim genannt vom Saal | adeliger Domherr in Speyer und in Worms, Speyerer Domdekan |       |       |
| 25. Mai | Gemma R. Frisius                         | Mathematiker, Instrumentenbauer und Kartograf              | 46    |       |
| 27. Mai | Wolf von Bettendorf                      | Oberamtmann in Otzberg                                     |       |       |
| 29. Mai | Heinrich II.                             | Titularkönig von Navarra                                   | 52    |       |
| 31. Mai | Johann Sebastian von Hirnheim            | Adliger, Jurist, Richter am Reichskammergericht            |       |       |

## Juni
| Tag      | Name                                          | Beruf, bekannt als                                | Alter | Beleg |
| -------- | --------------------------------------------- | ------------------------------------------------- | ----- | ----- |
| 5. Juni  | Antonius Niger                                | deutscher Humanist, Naturwissenschaftler, Arzt    |       |       |
| 7. Juni  | Maarten van Rossum                            | gelderländischer Heerführer                       |       |       |
| 10. Juni | Elisabeth von Dänemark, Norwegen und Schweden | Kurfürstin von Brandenburg                        | 69    |       |
| 23. Juni | Pedro Mascarenhas                             | portugiesischer Seefahrer, Entdecker und Diplomat |       |       |

## Juli
| Tag      | Name                    | Beruf, bekannt als                                                          | Alter | Beleg |
| -------- | ----------------------- | --------------------------------------------------------------------------- | ----- | ----- |
| 2. Juli  | Girolamo dai Libri      | italienischer Maler                                                         |       |       |
| 6. Juli  | Antonio Musa Brassavola | italienischer Arzt und Botaniker                                            | 55    |       |
| 26. Juli | Wolfgang Hunger         | deutscher Rechtswissenschaftler, Hochschullehrer und freisingischer Kanzler |       |       |
| 27. Juli | Johannes Meckbach       | deutscher Mediziner                                                         | 60    |       |

## August
| Tag       | Name        | Beruf, bekannt als         | Alter | Beleg |
| --------- | ----------- | -------------------------- | ----- | ----- |
| 8. August | Oronce Fine | französischer Mathematiker | 60    |       |

## September
| Tag          | Name                 | Beruf, bekannt als   | Alter | Beleg |
| ------------ | -------------------- | -------------------- | ----- | ----- |
| 8. September | Thomas von Villanova | Mönch und Erzbischof |       |       |

## Oktober
| Tag         | Name                    | Beruf, bekannt als                                                      | Alter | Beleg |
| ----------- | ----------------------- | ----------------------------------------------------------------------- | ----- | ----- |
| 5. Oktober  | Edward Wotton           | britischer Arzt und Zoologe                                             |       |       |
| 6. Oktober  | Leonhard Engelberger    | lutherischer Theologe                                                   |       |       |
| 7. Oktober  | Wilhelm Rivenus         | deutscher Pädagoge der Reformationszeit, Rektor in Lübeck und Magdeburg |       |       |
| 9. Oktober  | Justus Jonas der Ältere | deutscher Reformator                                                    | 62    |       |
| 10. Oktober | Girolamo Verallo        | italienischer Geistlicher                                               |       |       |
| 16. Oktober | Hugh Latimer            | anglikanischer Theologe                                                 |       |       |
| 16. Oktober | Christoph Lorbeer       | Bürgermeister Stralsunds                                                |       |       |
| 16. Oktober | Nicholas Ridley         | Bischof von Rochester in England                                        |       |       |
| 26. Oktober | Olympia Fulvia Morata   | italienische Dichterin und humanistische Gelehrte                       |       |       |

## November
| Tag          | Name                | Beruf, bekannt als                                                                | Alter | Beleg |
| ------------ | ------------------- | --------------------------------------------------------------------------------- | ----- | ----- |
| 4. November  | Agnes von Hessen    | deutsche Adelige, durch Heirat Kurfürstin von Sachsen                             | 28    |       |
| 8. November  | Gian Giacomo Medici | italienischer Condottiere, Herzog von Marignano sowie Marquis von Musso und Lecco |       |       |
| 12. November | Stephan Gardiner    | englischer Reformist und Staatsmann, Lordkanzler von England                      |       |       |
| 13. November | Michael Meyenburg   | Bürgermeister der freien Reichsstadt Nordhausen                                   |       |       |
| 21. November | Georgius Agricola   | deutscher Mineraloge                                                              | 61    |       |

## Dezember
| Tag         | Name                    | Beruf, bekannt als                         | Alter | Beleg |
| ----------- | ----------------------- | ------------------------------------------ | ----- | ----- |
| 5. Dezember | Wolfgang von Salm       | Bischof von Passau                         |       |       |
| 8. Dezember | Valentin Tschudi        | Pfarrer, Reformator und Chronist in Glarus | 56    |       |
| 9. Dezember | Elisabeth van Culemborg | burgundische Hofdame und Wohltäterin       | 80    |       |

## Datum unbekannt
| Tag | Name                                        | Beruf, bekannt als | Alter | Beleg |
| --- | ------------------------------------------- | --- | ----- | ----- |
|     | Clemente Bandinelli                         | italienischer Bildhauer |       |       |
|     | Bartholomäus Bruyn der Ältere               | deutscher Renaissancemaler und Porträtist                                                                                     |       |       |
|     | Giovanni Francesco Caroto                   | italienischer Maler |       |       |
|     | John Erskine, 5. Lord Erskine               | schottischer Adeliger, 5. Lord Erskine                                                                                        |       |       |
|     | Pierfrancesco Giambullari                   | italienischer Schriftsteller                                                                                                  |       |       |
|     | Pierre Gilles                               | französischer Humanist, Naturwissenschaftler und Forschungsreisender                                                          |       |       |
|     | Ingerd Ottesdotter                          | norwegische Großgrundbesitzerin und Lehnsherrin                                                                               |       |       |
|     | Philip de Lalaing                           | kaiserlicher Statthalter des Herzogtums Jülich und der Provinz Geldern sowie Ritter des Ordens vom Goldenen Vlies (1544–1555) |       |       |
|     | Matthias Lauterwald                         | deutscher Philologe, Mathematiker und evangelischer Theologe                                                                  |       |       |
|     | Hermann Marsow                              | lutherischer Theologe und Reformator von Livland                                                                              |       |       |
|     | Jan Mostaert                                | holländischer Maler |       |       |
|     | Gumprecht II. von Neuenahr-Alpen            | Graf von Limburg |       |       |
|     | Johann Russe                                | Chronist der dithmarscher Geschichte                                                                                          |       |       |
|     | Marx Schickhardt                            | württembergischer Schreiner                                                                                                   | 50    |       |
|     | Joseph Schmid                               | deutscher Bildhauer |       |       |
|     | Wa Shi                                      | adelige Kriegerin vom Volk der Zhuang                                                                                         |       |       |
|     | Hans von Toerring zu Seefeld und Jettenbach | adliger Grundherr |       |       |